# علم معلومات المواد
علم معلومات المواد (بالإنجليزية: Materials informatics)‏ هو حقل من حقول الدراسة يطبق مبادئ المعلوماتية على علوم المواد والهندسة لفهم واستخدام اختيار على نحو أفضل وتطوير واكتشاف المواد. وهذا أحد الحقول التي تشهد تطورًا، حيث يهدف إلى تحقيق سرعة وقوة في اقتناء بيانات المواد المتنوعة وإدارتها وتحليلها ونشرها.
وهذا المجال من العمل لا يقتصر على بعض التفاهمات التقليدية للعلاقة بين المواد والمعلومات. وبعض التفسيرات الأضيق نطاقًا تتضمن الكيمياء التوافقية ونمذجة العمليات وقواعد بيانات خواص المواد وإدارة بيانات المواد وإدارة دورة حياة المنتج. وعلم معلومات المواد يأتي في إطار التقارب بين هذه المفاهيم، ولكنه في نفس الوقت يتجاوزها ويتمتع بإمكانات لتحقيق رؤى أكبر وفهم أعمق من خلال تطبيق الدروس المستفادة من البيانات التي يتم جمعها حول نوع واحد من المواد على أنواع أخرى. ومن خلال تجميع البيانات المتحولة المناسبة، يمكن توسيع نطاق قيمة كل نقطة بيانات فردية بشكل كبير.

## ما بعد الطرق الحسابية؟
يتم تناول مفهوم علم معلومات المواد من قِبل جمعية بحوث المواد. على سبيل المثال، كان علم معلومات المواد هو موضوع إصدار ديسمبر 2006 من مطبوعة MRS Bulletin. وأشرف على تحرير هذا الإصدار جون رودجرز (John Rodgers) الذي يعمل لدى شركة Innovative Materials, Inc. وديفيد سيبون (David Cebon) الذي يعمل جامعة كامبريدج الذي يصف «الإيراد العالي لتطوير المنهجيات التي من شأنها أن تعجل من إدخال المواد، بالتالي توفير ملايين الدولارات في عملية الاستثمار.»
ويركز المحرران على تعريف محدد لعلم معلومات المواد، وهو «تطبيق المنهجيات الحسابية على معالجة وتفسير البيانات العلمية والهندسية المتعلقة بالمواد.» ويقول المحرران «إن الأدوات المعلوماتية المتخصصة الخاصة بجمع المعلومات وإدارتها وتحليلها ونشرها» و«التقدم المحرز في مجال القوة الحسابية، جنبًا إلى جنب مع قواعد بيانات النمذجة والمحاكاة وخواص المواد» سوف تمكن هذا الإدراج المتسارع للمواد.
وهذا الرأي غير معترف به عالميًا. فثمّ تعريف أوسع نطاقًا يتجاوز استخدام الأساليب الحسابية لتنفيذ نفس التجربة. وهذا يتمثل في رؤية متطورة للمعلوماتية تخلق إطارًا لا يكون فيه القياس أو المحاسبة مجرد نقطة بيانات ولكن خطوة في عملية تعلم قائمة على المعلومات تستخدم قوة جماعية لتحقيق قدر أكبر من الكفاءة في مجال الاستكشاف. وعند تنظيمه بشكل صحيح، فإن هذا الإطار يتجاوز حدود المواد للكشف عن المعرفة الأساسية لأساس الخواص الفيزيائية والميكانيكية والهندسية.
ويمكن لهذه الأهداف الشاملة للمعلوماتية الحيوية وعلم أحياء النظم أن توفر قياسًا مفيدًا. ويعرب أندرو موراي (Andrew Murray) الذي يعمل بجامعة هارفارد عن أمله أن مثل هذا النهج "سوف ينقذنا من حقبة "طالب دراسات عليا واحد وجين واحد ودكتوراة واحدة". وعلى نحو مماثل، فإن الهدف من علم معلومات المواد هو إنقاذنا من طالب دراسات عليا واحد وسبيكة واحدة ودكتوراة واحدة. وسوف تتطلب مثل هذه الأهداف أكثر من تطبيق الوسائل الحسابية على نفس المهام المحددة للطلاب الحاليين.

## وصلات خارجية
- ICME community on MaterialsTechnology@TMS
- The Material Informatics Workshop: Theory and Application

(March 2007 JOM-e issue on M.I.)